# Sant Hilari Sacalm
Sant Hilari Sacalm ist eine spanische Gemeinde in der Provinz Girona und liegt in der Region Comarca Selva, die sich in der autonomen Provinz Katalonien befindet.

## Geographie

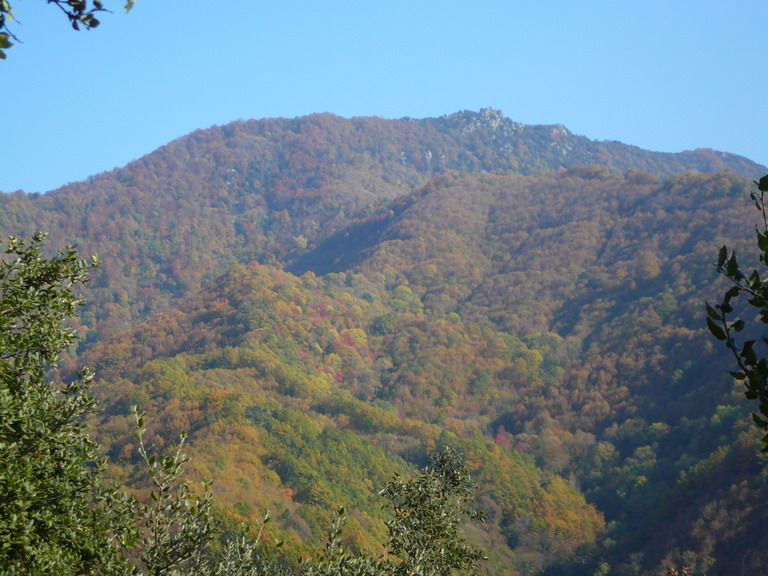
Der Berg Sant Miquel

Sant Hilari Sacalm ist der Hauptort des Vorküstengebirgszugs Guilleries und wird im Westen von den Gebirgeszügen Pla de les Arenes (1086 Meter), im Nordwesten von der Serra de las Guillerías (1182 Meter), im Nordosten vom Berg Sant Miquel (1204 Meter) und im Osten von der Serra del Pedró (929 Meter) umfasst. Aufgrund der zahlreichen in diesem dicht bewaldeten und gebirgigen Gemeindegebiet entspringenden Bäche wird der Ort auch „La Vila de les cent fonts“ (‚Das Dorf der hundert Quellen‘) genannt.

## Wirtschaft

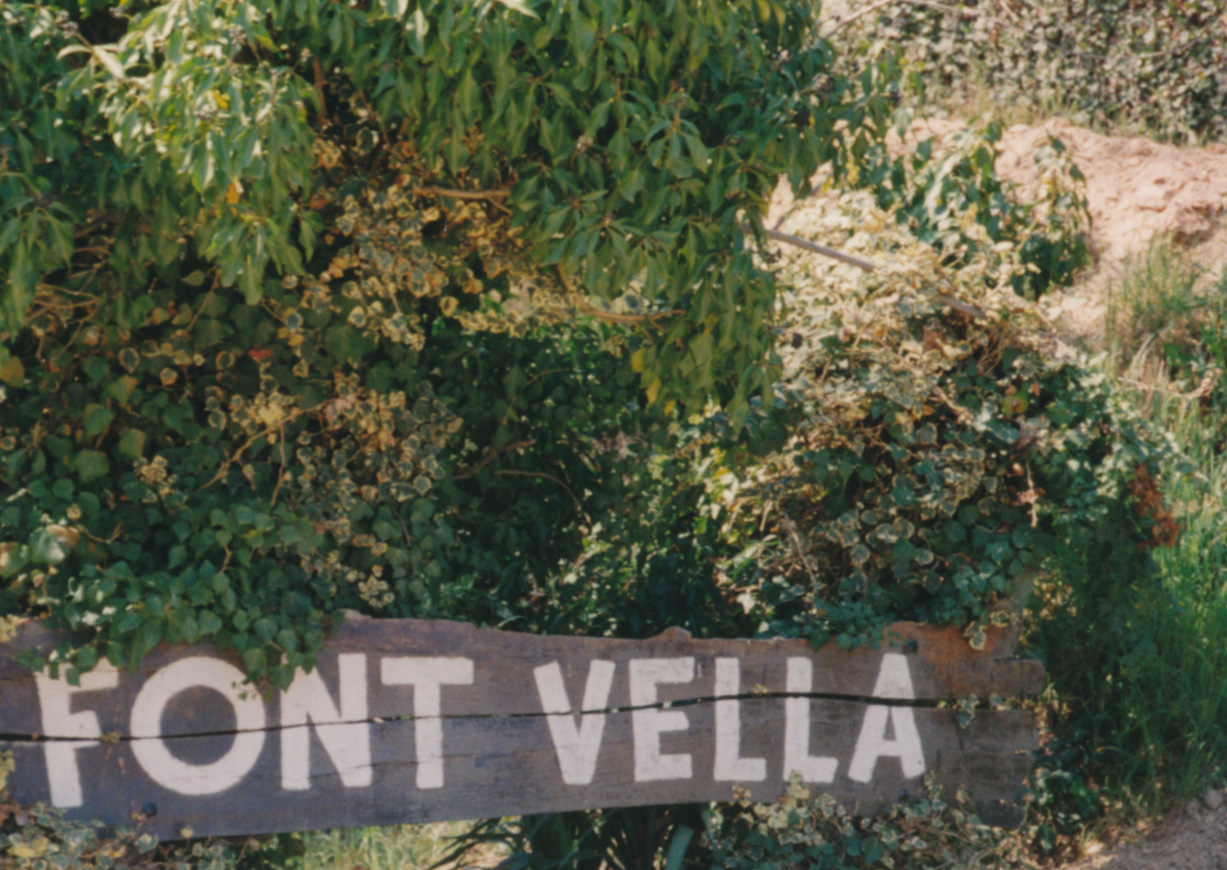
Mineralbrunnen Font Vella

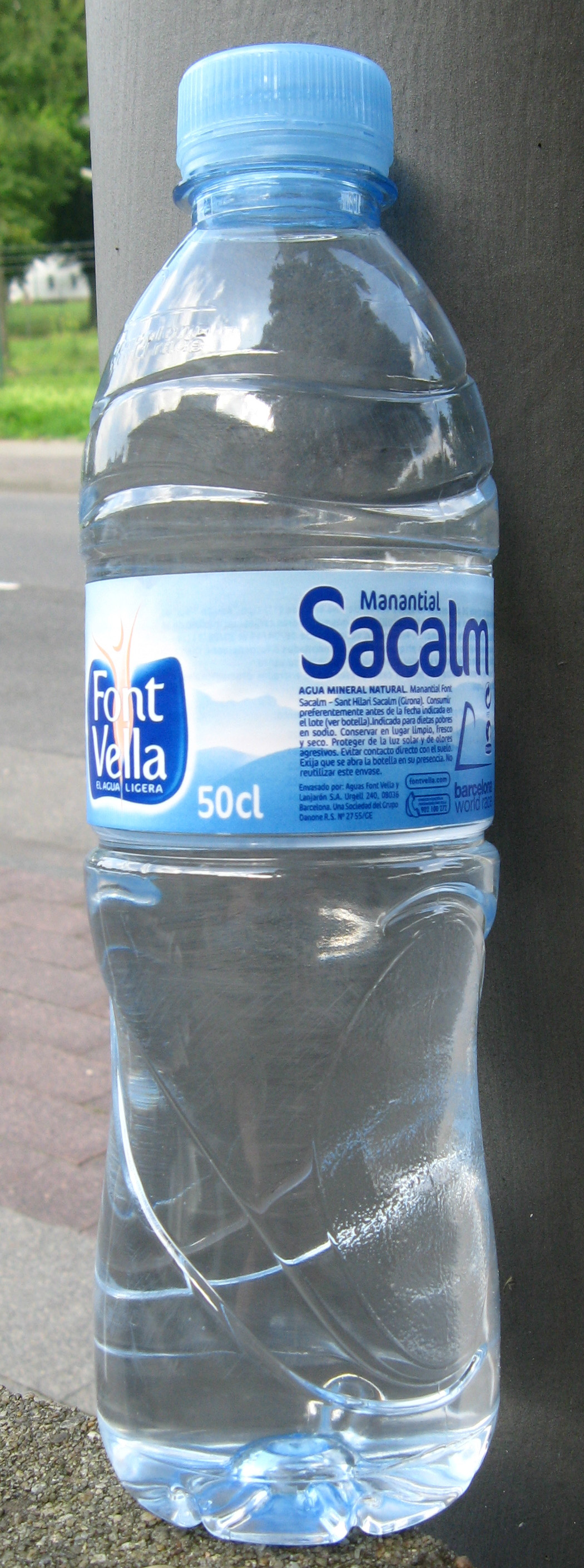
Mineralwasser Font Vella

Die Vermarktung des natürlichen Mineralwassers aus den örtlichen Quellen spielt eine zentrale Rolle für die Wirtschaft des Ortes; unter anderem befindet sich der Mineralbrunnen der bedeutenden Quelle Font Vella auf dem Gemeindegebiet, der als Besitz der Firma Aguas de Lanjaron Font Vella dem international agierenden Lebensmittelgroßkonzen Danone angeschlossen ist. Das seit dem Jahre 1892 kommerziell vermarktete Mineralwasser der Marke Font Vella, das in Sant Hilari Sacalm auch in Flaschen (Glas und Kunststoff) mit sieben unterschiedlichen Formaten abgefüllt und auf Paletten verpackt wird, gehört zu den bekanntesten und umsatzstärksten spanischen Mineralwässern. Die Firma beschäftigt auf einem 25 Hektar großen Betriebsgelände 250 Mitarbeiter und produziert jährlich 650 Millionen Liter.
Das von sechs unterschiedlichen spanischen Organisationen mit Goldmedaillen prämierte Mineralwasser Font d’Or der Unternehmensgruppe Vichy Catalan stammt ebenfalls aus Sant Hilari Sacalm.
Holzverarbeitende Industrie, touristische Schnitz- und Drechselarbeiten sowie Landwirtschaft bieten dem Ort weitere Einnahmequellen und Arbeitsplätze. Aufgrund der abgeschiedenen und bewaldeten Lage wird der Ort insbesondere auch von Jägern und Pilzsammlern sehr geschätzt.

## Passionsspiel am Karfreitag

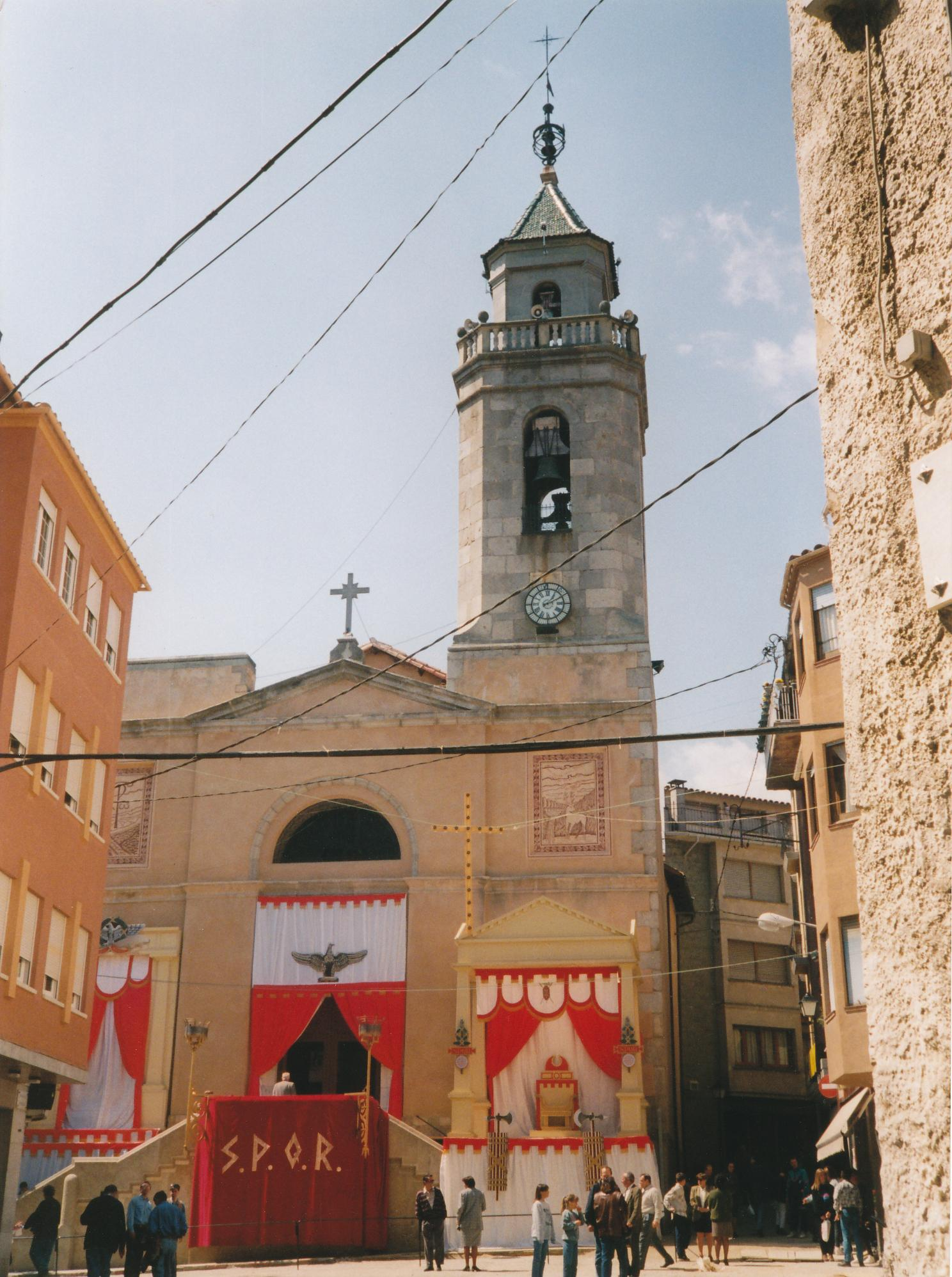
Via Crucis Vivent: Anklage und Verurteilung Jesu

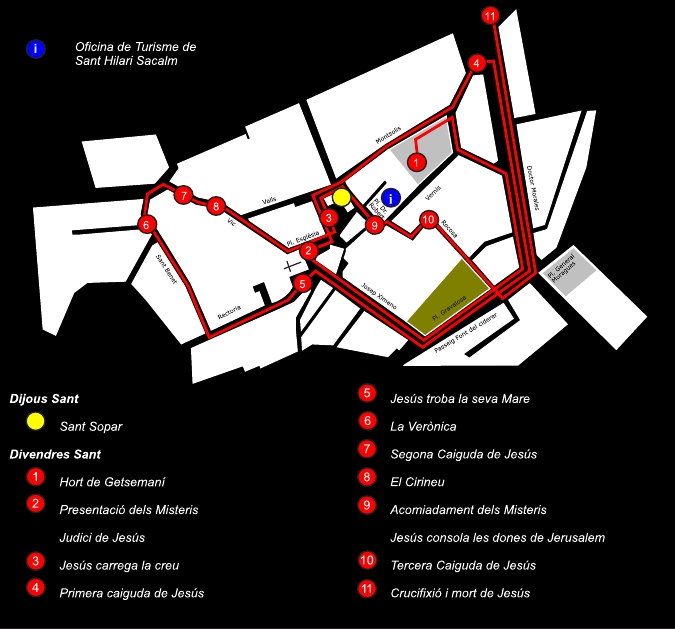
Die Stationen des Via Crucis Vivent

In Sant Hilari Sacalm findet jährlich am Karfreitag ein weit über die Grenzen Kataloniens hinaus bekanntes Passionsspiel statt. Die Aufführung dieses Via Crucis Vivent (‚Lebendiger Kreuzweg‘) beginnt ab 21:00 Uhr auf dem Kirchenvorplatz mit der Anklage und Verurteilung Jesu Christi und setzt sich in der Darbietung seiner anschließenden Leidensgeschichte fort, die sich über insgesamt vierzehn Stationen im Ortskern erstreckt und mit der Kreuzigung aller drei zum Tode Verurteilten auf einem Hügel außerhalb des Dorfkerns endet. Die Rollen der am Passionsspiel beteiligten circa 300 Akteure (davon sind etwa 80 uniformierte römische Legionäre) übernehmen jeweils die Familien aus dem Dorf, oftmals schon in vielfacher Generation. Osteraufführungen in Sant Hilari Sacalm gehen auf eine weit mehr als 250 Jahre alte Tradition zurück.
Das Passionsspiel Via Crucis Vivent in Sant Hilari Sacalm wurde im Jahre 2010 zur Festa patrimonial d’interès nacional durch die Generalitat de Catalunya erklärt.